# Église Saint-Lazare de Lèves
L'église Saint-Lazare est une église située sur la commune de Lèves dans le département français d'Eure-et-Loir.

## Histoire

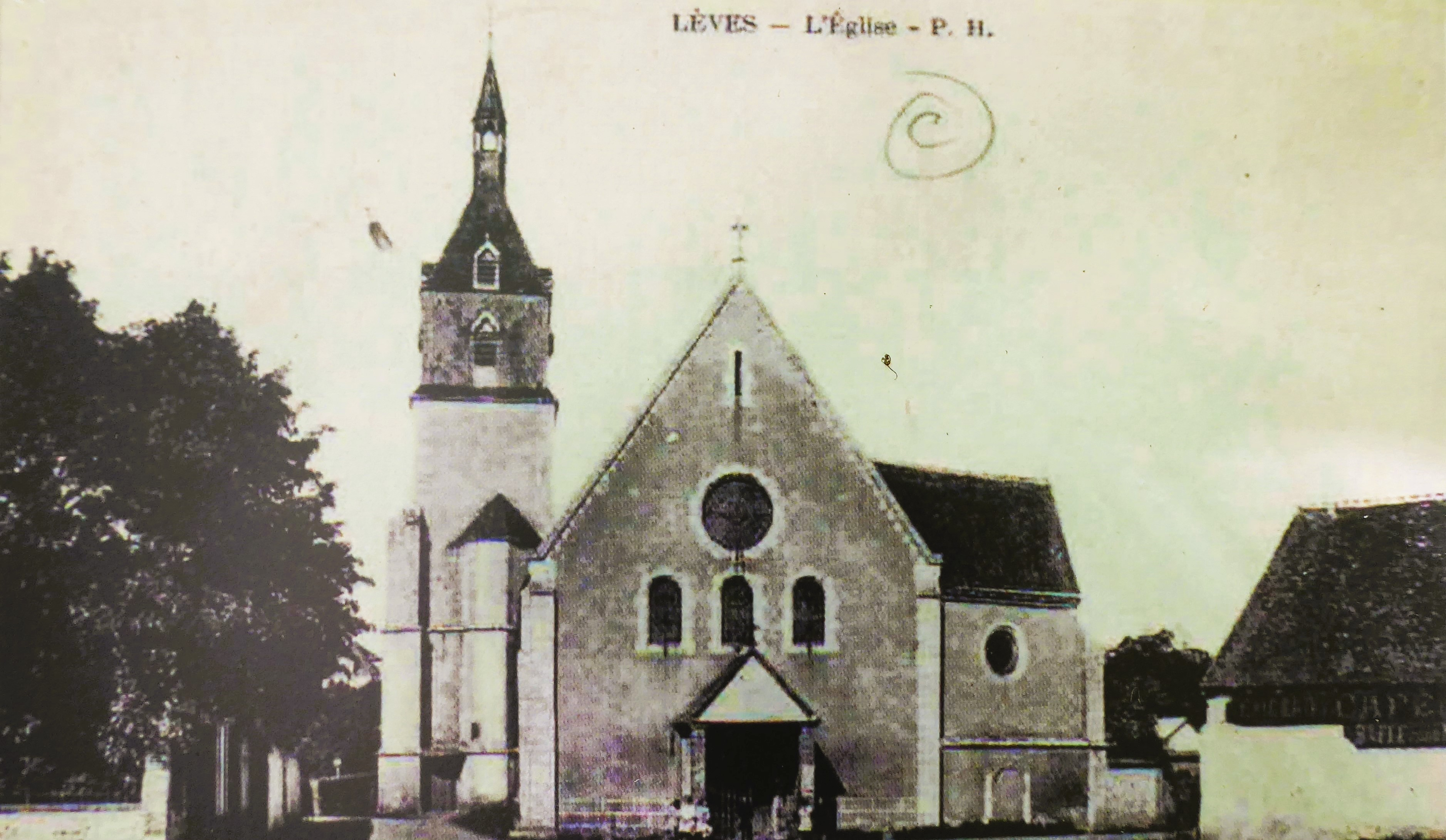
L'église avant 1944.

L'église, construite de 1952 à 1957, est édifiée avec et sur les ruines de l'église du XVIe siècle, détruite lors des combats du 16 août 1944.
Sa façade occidentale présente des sculptures de Jean Lambert-Rucki, notamment la Cène et la Passion du Christ.
Un mur entier est composé de dalles de verre de Gabriel Loire, dont l'atelier est situé dans cette commune.
Elle est inscrite au titre de monument historique depuis 2002.

L'église Saint-Lazare en 2012-2015
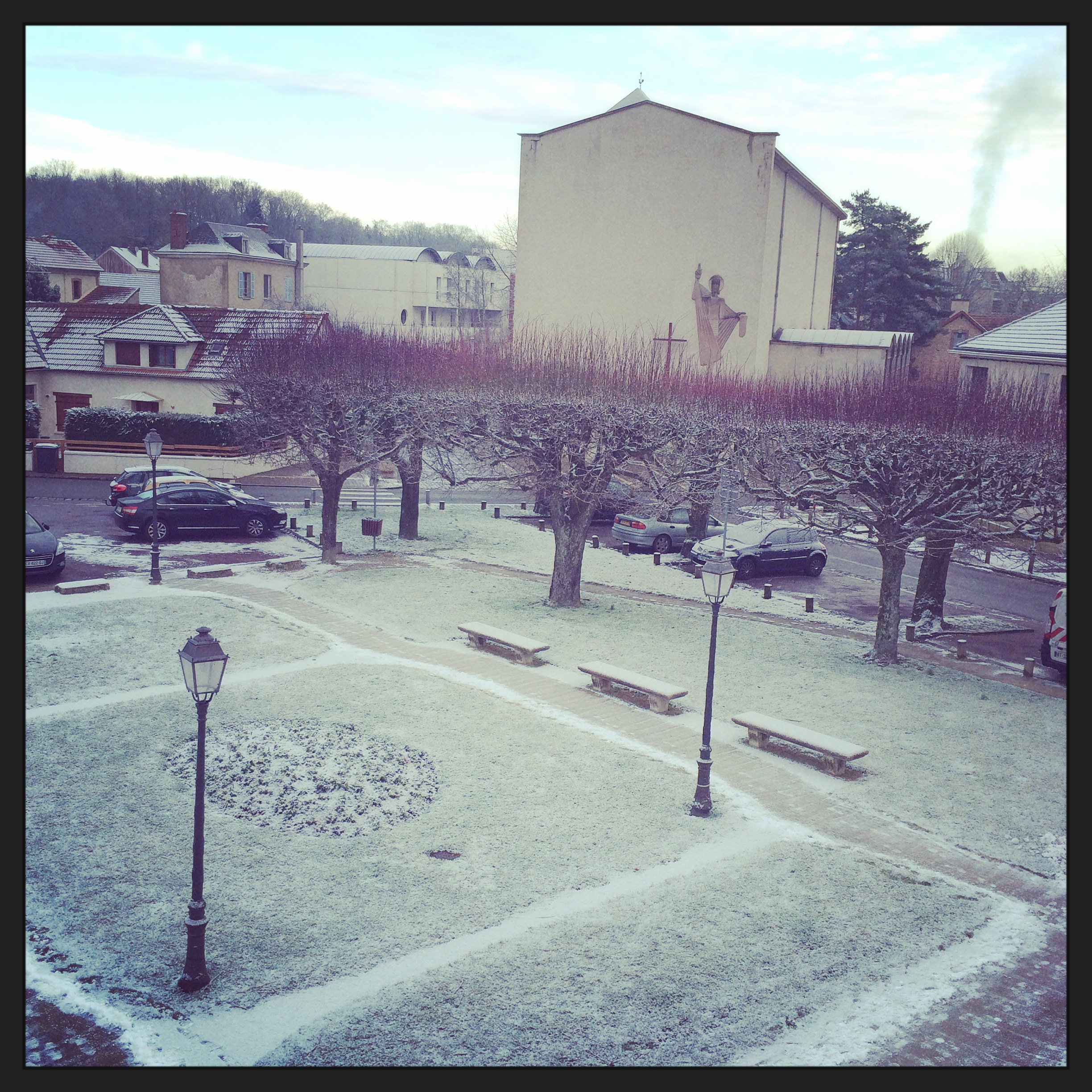
Vue extérieure.
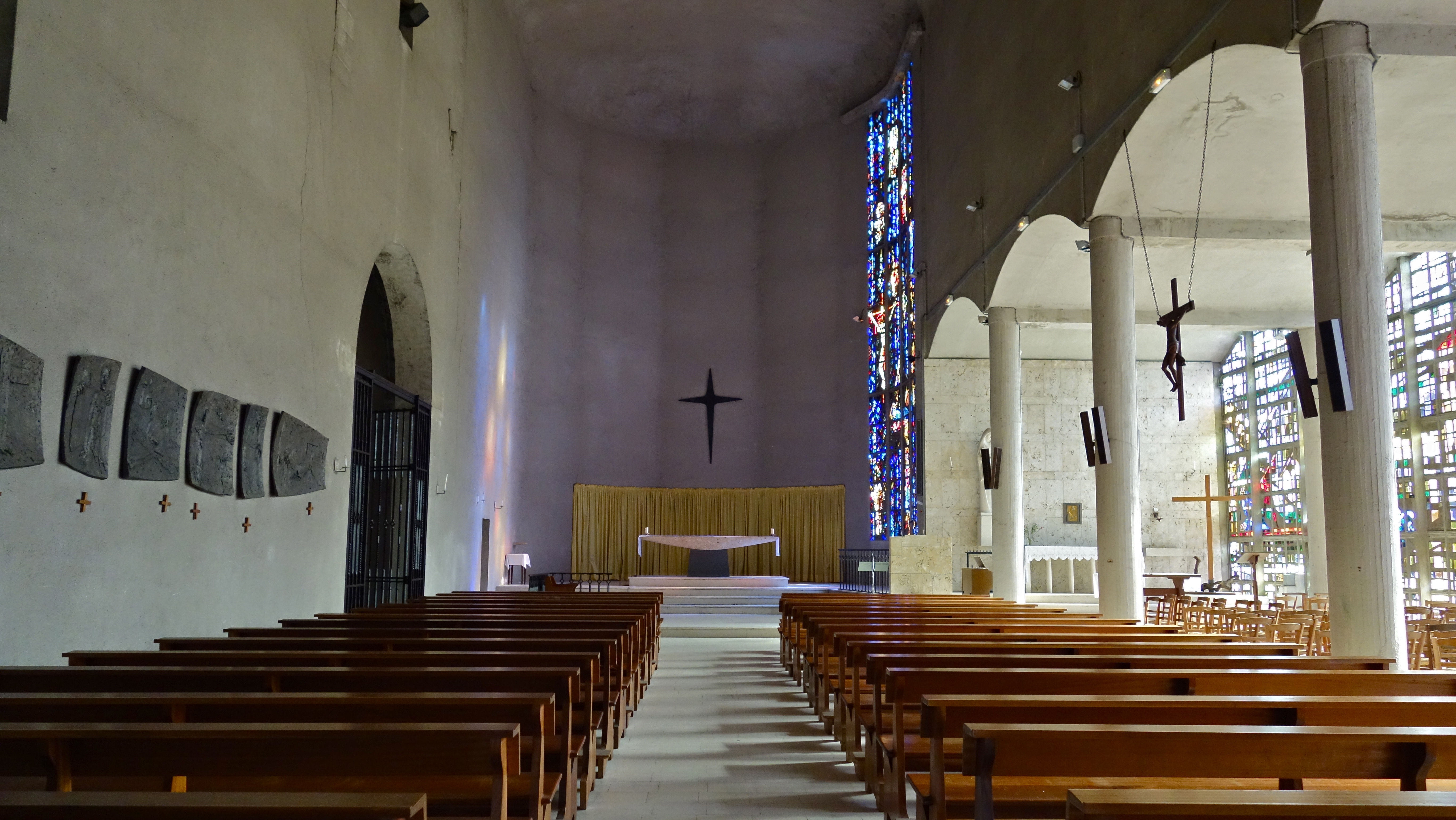
Vue intérieure.
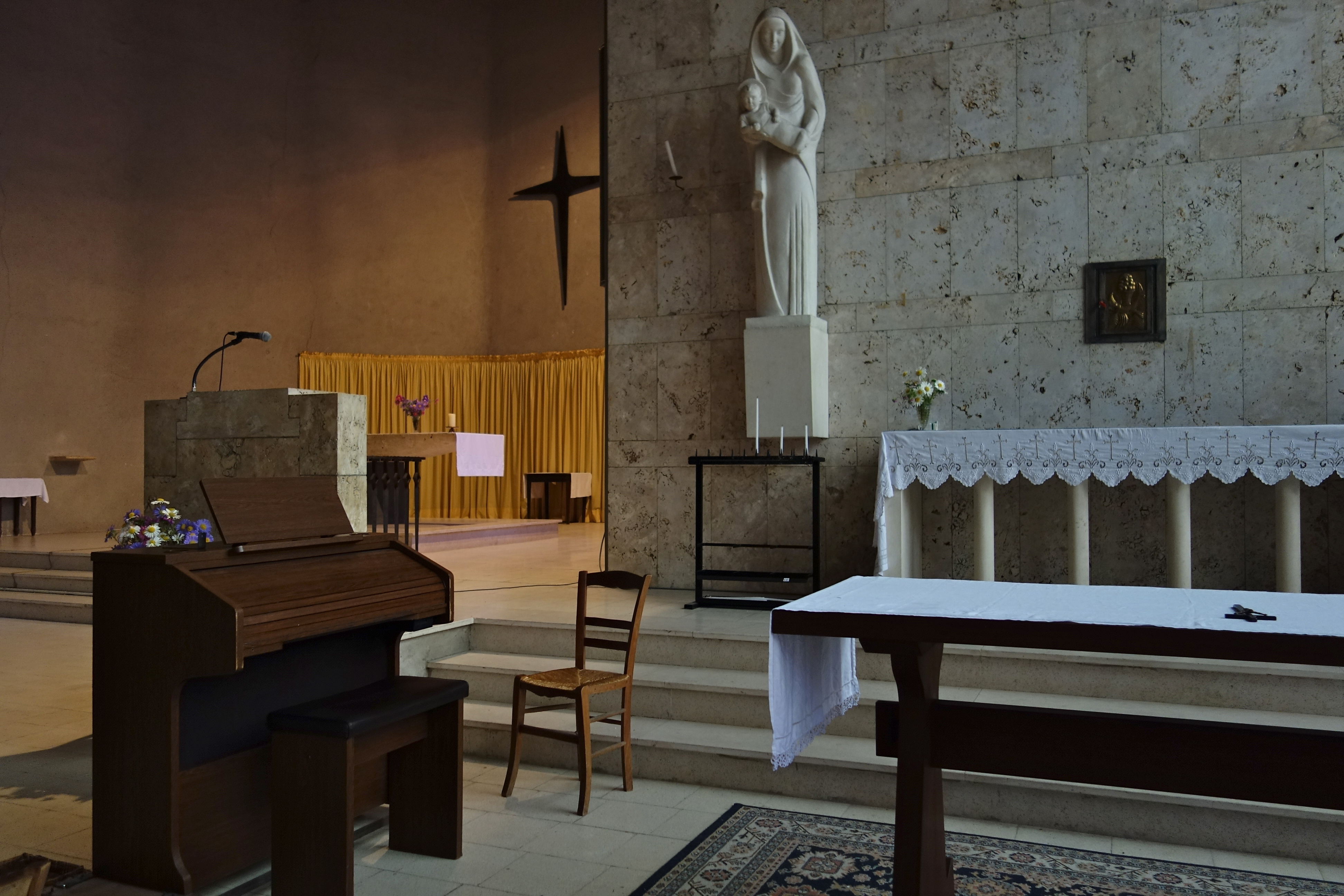
Statue de la Vierge.
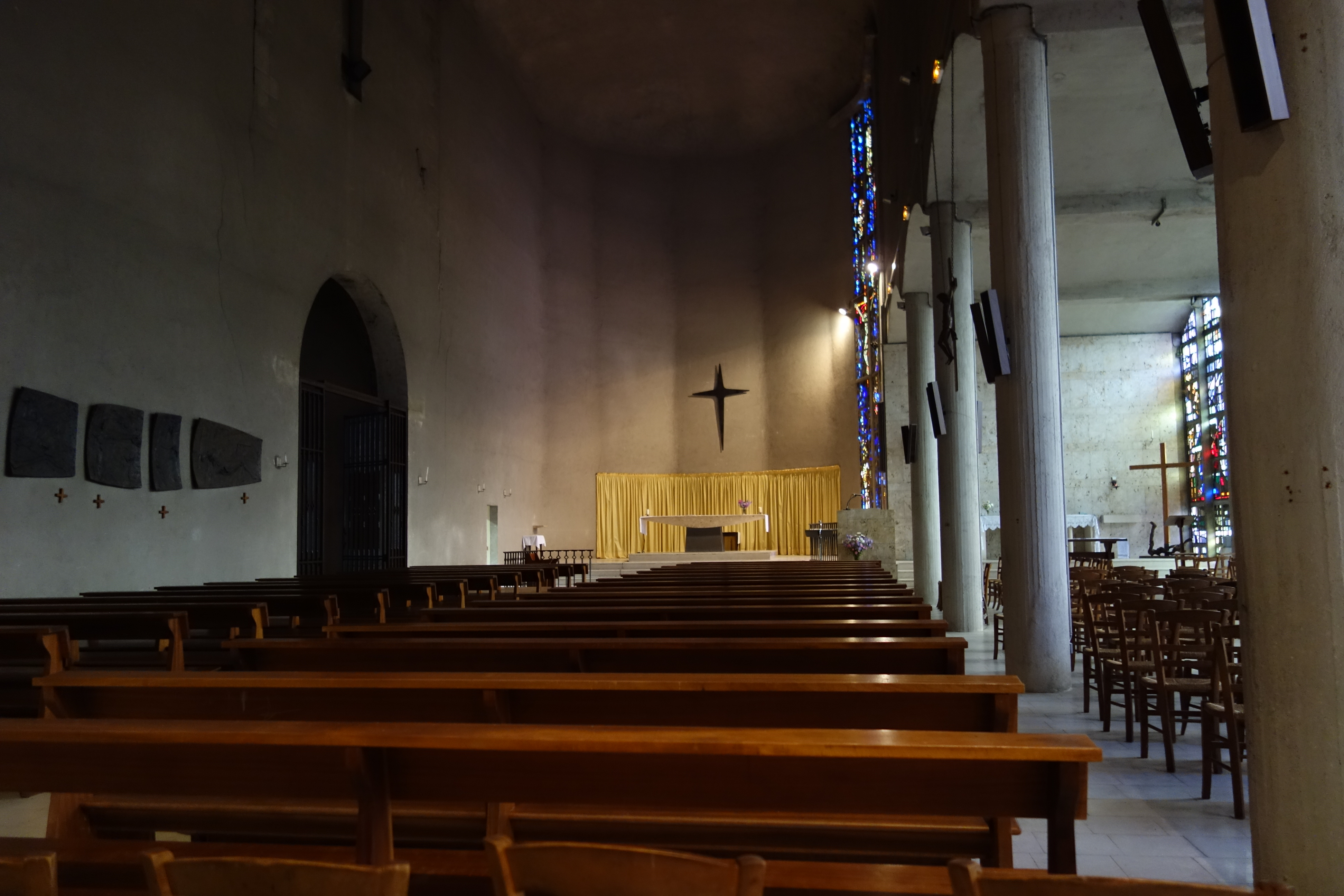
Croix du chœur.

## Paroisse et doyenné
L'église Saint-Lazare de Lèves fait partie de la paroisse Saint Gilduin, rattachée au doyenné de Chartres.